# Руйсрейкялейпя

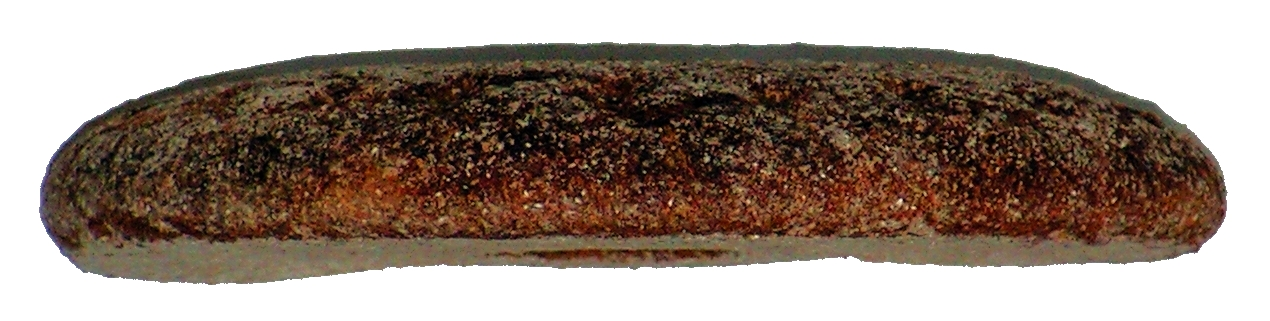
Рейкялейпя: вид збоку

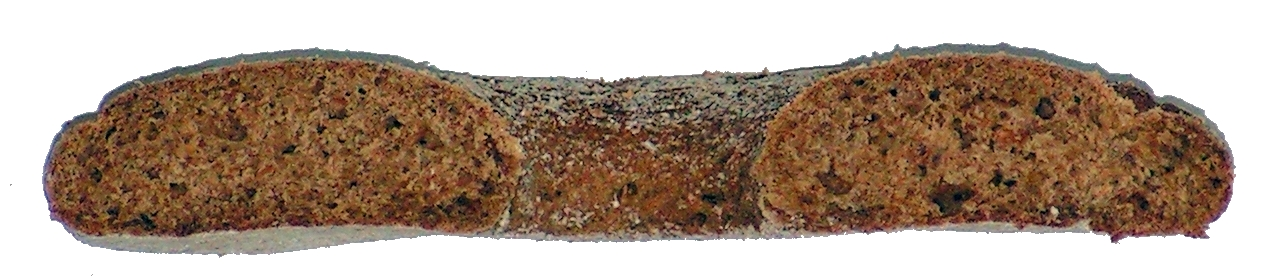
Рейкялейпя в розрізі

Рейкялейпя (фін. reikäleipä «хліб з діркою»), або руйсрейкялейпя (фін. ruisreikäleipä «житній хліб з діркою») — традиційний фінський житній хліб. Являє собою корж діаметром близько 30 см і товщиною 3–4 см, в центрі якого є отвір діаметром близько 5 см.
Тісто для рейкялейпя роблять із житнього борошна, іноді з невеликим додаванням пшеничного борошна. Випікають хліб 20-30 хвилин за температури 250 °C
Хліб такої форми традиційно випікали кілька разів на рік, після чого для просушування і зберігання підвішували його на спеціальних жердинах під стелею хати (зазвичай на кухні).
Спочатку такий хліб готували тільки в Західній Фінляндії, в інших місцях він набув поширення набагато пізніше. На сході Фінляндії пекли товщий житній хліб, відомий під назвою руйслімппу (фін. ruislimppu «житній коровай»); в Карелії і Саво тільки такий хліб називали житнім. Різниця в хлібі в східній і західній частинах Фінляндії була пов'язана з особливостями будівництва: на заході в будинках було дві печі — одна для обігріву і одна, спеціальна, для випічки хліба; оскільки її використовували рідко, то робили відразу багато хліба. На сході ж для опалення та випічки хліба служила одна піч, тому хліб про запас не пекли.
Їли рейкялейпя зазвичай з маслом і молоком.

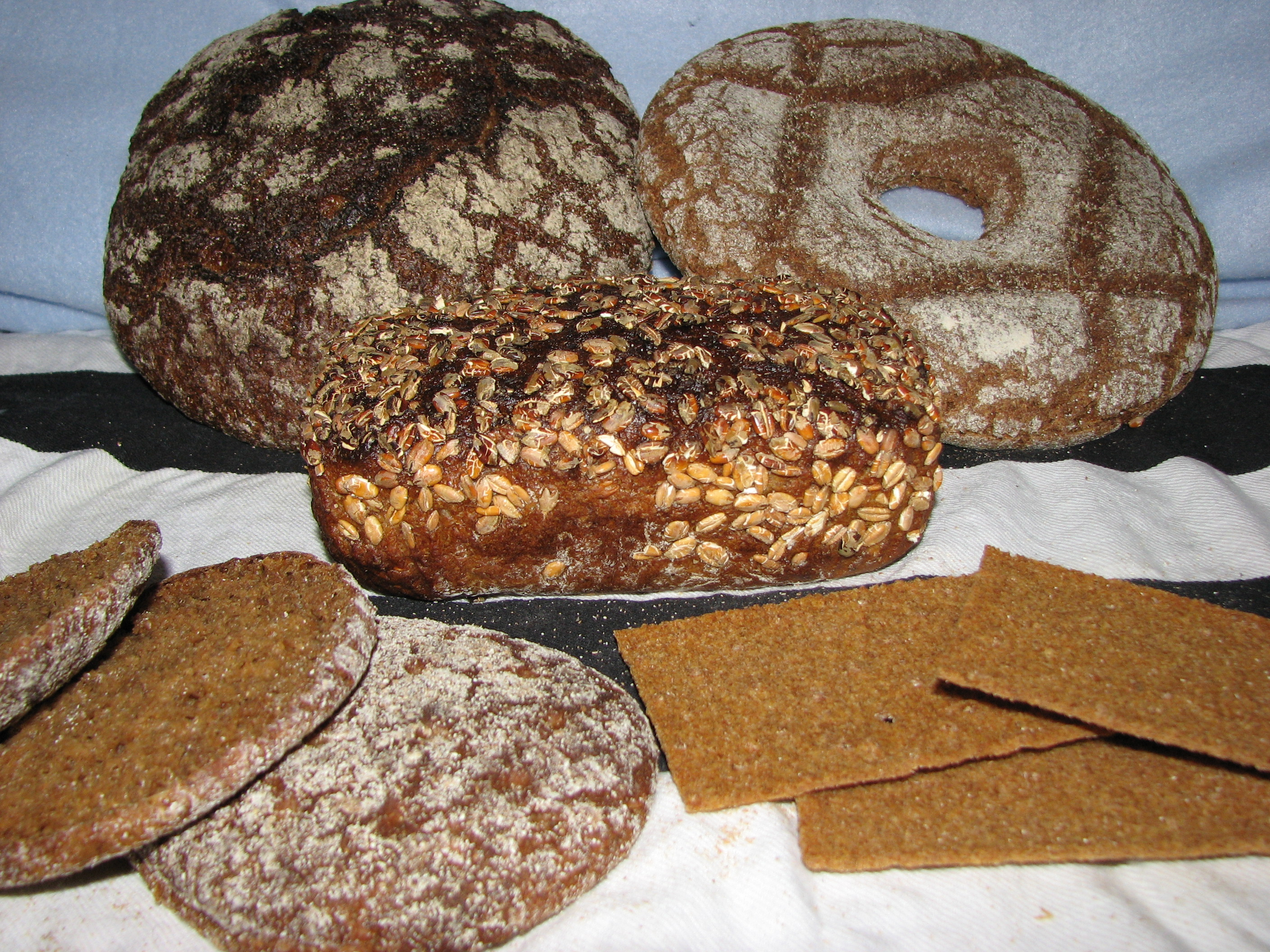
Різні види фінського житнього хліба